# العلاقات الصربية الكورية الجنوبية
العلاقات الصربية الكورية الجنوبية هي العلاقات الثنائية التي تجمع بين صربيا وكوريا الجنوبية.

## مقارنة بين البلدين
هذه مقارنة عامة ومرجعية للدولتين:
| وجه المقارنة                                              | صربيا                                                      | كوريا الجنوبية                                                          |
| --------------------------------------------------------- | ---------------------------------------------------------- | ----------------------------------------------------------------------- |
| المساحة (كم2)                                             | 88.36 ألف                                                  | 100.30 ألف                                                              |
| عدد السكان (نسمة)                                         | 7.02 مليون                                                 | 51.47 مليون                                                             |
| الكثافة السكانية (ن./كم²)                                 | 79.45                                                      | 513.16                                                                  |
| العاصمة                                                   | بلغراد                                                     | سول                                                                     |
| اللغة الرسمية                                             | اللغة الصربية                                              | اللغة الكورية                                                           |
| العملة                                                    | دينار صربي                                                 | وون كوري جنوبي                                                          |
| الناتج المحلي الإجمالي (بليون دولار)                      | 41.43 مليار                                                | 1.53 تريليون                                                            |
| الناتج المحلي الإجمالي (تعادل القوة الشرائية) بليون دولار | 100.13 مليار                                               | 1.75 تريليون                                                            |
| الناتج المحلي الإجمالي الاسمي للفرد دولار أمريكي          | 5.24 ألف                                                   | 27.22 ألف                                                               |
| الناتج المحلي الإجمالي للفرد دولار أمريكي                 | 13.59 ألف                                                  |                                                                         |
| مؤشر التنمية البشرية                                      | 0.771                                                      | 0.901                                                                   |
| رمز المكالمات الدولي                                      | +381                                                       | +82                                                                     |
| رمز الإنترنت                                              | .rs، .срб ‏                                                 | .kr                                                                     |
| المنطقة الزمنية                                           | توقيت وسط أوروبا، ت ع م+01:00، ت ع م+02:00، أوروبا/بلغراد ‏ | توقيت كوريا الجنوبية، ت ع م+09:00، آسيا/سيول ‏، ت ع م+08:00، ت ع م+08:30 |

## منظمات دولية مشتركة
يشترك البلدان في عضوية مجموعة من المنظمات الدولية، منها:
| علم المنظمة | اسم المنظمة                               | تاريخ انضمام صربيا | تاريخ انضمام كوريا الجنوبية |
| ----------- | ----------------------------------------- | ------------------ | --------------------------- |
|             | مؤسسة التمويل الدولية                     | 25 فبراير 1993     | 16 مارس 1964                |
|             | منظمة حظر الأسلحة الكيميائية              | ?                  | ?                           |
|             | يونسكو                                    | 20 ديسمبر 2000     | 14 يونيو 1950               |
|             | الأمم المتحدة                             | 1 نوفمبر 2000      | 17 سبتمبر 1991              |
|             | المنظمة الهيدروغرافية الدولية             | ?                  | ?                           |
|             | منظمة الشرطة الجنائية الدولية             | ?                  | ?                           |
|             | مجموعة الموردين النوويين                  | ?                  | ?                           |
|             | البنك الدولي للإنشاء والتعمير             | 25 فبراير 1993     | 26 أغسطس 1955               |
|             | الاتحاد البريدي العالمي                   | ?                  | ?                           |
|             | مؤسسة التنمية الدولية                     | 25 فبراير 1993     | 18 مايو 1961                |
|             | الفريق المعني برصد الأرض                  | ?                  | ?                           |
|             | المركز الدولي لتسوية المنازعات الاستشارية | 8 يونيو 2007       | 23 مارس 1967                |
|             | وكالة ضمان الاستثمار متعدد الأطراف        | 19 مارس 1993       | 12 أبريل 1988               |

## وصلات خارجية
- موقع وزارة الخارجية الصربية
- موقع وزارة الخارجية الكورية الجنوبية